# Jerzmanowice (województwo dolnośląskie)
Jerzmanowice – wieś w Polsce położona w województwie dolnośląskim, w powiecie legnickim, w gminie Chojnów.
W dokumencie z 1588 nazwę wsi zapisano jako Hermannsdorf.

## Podział administracyjny
W latach 1975–1998 miejscowość administracyjnie należała do województwa legnickiego.

## Zabytki
Do wojewódzkiego rejestru zabytków wpisany jest:
- wiatrak holender, jeden z najlepiej zachowanych na Dolnym Śląsku wiatraków typu holenderskiego z XVIII wieku – obecnie restauracja serwująca kuchnię austriacką[6].